# Municipio de McDaniels
El municipio de McDaniels (en inglés: McDaniels Township) es un municipio ubicado en el  condado de Sampson en el estado estadounidense de Carolina del Norte. En el año 2010 tenía una población de 1.317 habitantes.

## Geografía
El municipio de McDaniels se encuentra ubicado en las coordenadas 34°53′26.61″N 78°26′24.01″O / 34.8907250, -78.4400028.